# Rákoshegy vasútállomás
A Rákoshegy vasútállomás Budapest egyik vasútállomása a XVII. kerületben, Rákoshegyen, a Budapest–Újszász–Szolnok-vasútvonalon, melyet a Magyar Államvasutak Zrt. (MÁV) üzemeltet.

## Története
Rákoshegy városrész az 1890-es években épült ki, ekkor vette meg a területet Fuchs Ignác, aki felparcelláztatta és azokat házhelyként egyesével eladta. A felesége után ekkor még Zsuzsanna-telepnek hívott részen 1892-ben épült fel az első ház és már 1896-ban saját megállóhelyet is kapott, kezdetben  Rákoskeresztúr-Kavicsbánya néven. A kavicsbánya közvetlenül az állomás mellett volt, a bánya helyén lévő mélyedésben ma sporttelep üzemel. A bánya kiszolgálásához iparvágányt is építettek. Ennek a funkciója a bánya bezárása után módosult, de nem szüntették meg.

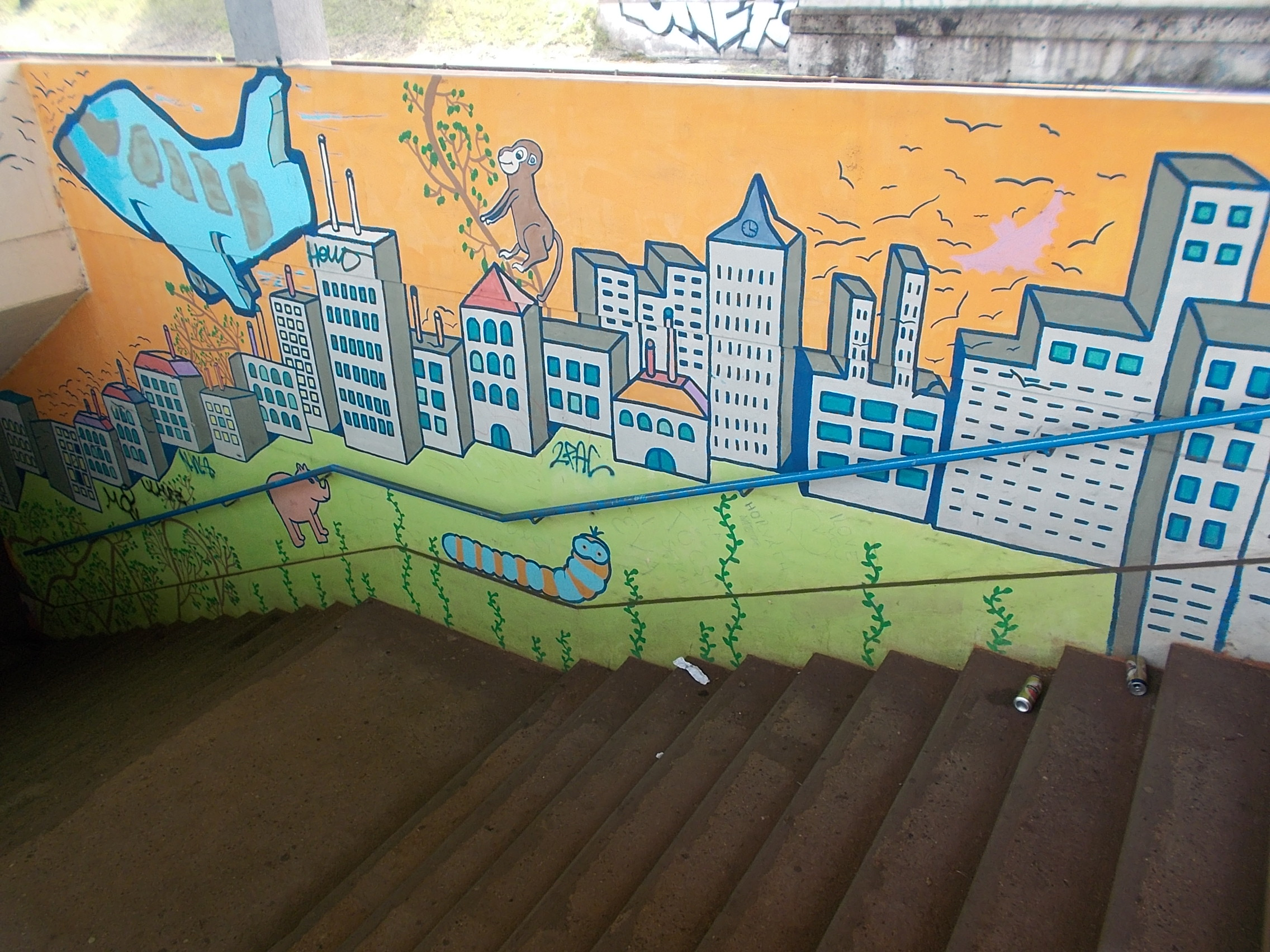
Vidámra festett aluljáró

1900-ra a neve már Rákoskeresztúr-nyaraló, 1913. május 1-je óta pedig Rákoshegy. Az eredetileg a Clark Ádám téren 1953-ban felavatott „0” kilométerkő szobrot a vasútállomás előtti térre helyezték át 1974-ben.
Az állomást és környezetét először az 1960-as években újították fel, átfogó pályarekonstruckió keretében. Ekkor alakították ki a gyalogos aluljárót, amit 1964-ben adtak át, valamint perontetőt és további vonatfogadó vágányokat építettek, amivel a megállóhely környezetében összesen öt vágányon haladhatnak szerelvények azóta is. A vasútvonalat 1973-ra villamosították.
Az 1990-es évekre az állomás és környezete leromlott, forgalma folyamatosan csökkent. 2002-ben átépítették az egyetlen, a 3-4. vágány közötti peront a sínkoronaszint feletti 55 cm-es magassággal, 450 méteres hosszúsággal, mely az alacsonypadlós motorvonatokra szintbeni felszállást tesz lehetővé. A 2004-ben bevezetett ütemes menetrend hatására az utasok száma újra emelkedni kezdett. Öt évvel később, 2009-2010-ben rendezték a környezetét, valamint Európai Uniós támogatásból 136 parkolóhelyes P + R parkolót és 20 kerékpár számára alkalmas B + R parkolót alakítottak ki. 
Az utasperont és az állomásépületet 2012-ben újították fel, a központi forgalomirányítás 2020-as bevezetésére vizuális utastájékoztató kijelzők kerültek a peronra és az élőszavas hangosbemondást gépi rendszer váltotta le, valamint jegykiadó automatát is telepítettek a peronon. Az aluljárót is 2012-ben festették ki vidám-színes hangulatúra a MÁV engedélyével önkéntesek. 2023-ban az aluljáró falait újrafestették, egységes színezést kaptak a falak. A forgalmi szolgálat 2020-ban megszűnt, miután a Budapest–Újszász–Szolnok vasútvonalon a központi forgalomirányítási rendszert üzembe helyezték, ezzel egyidőben teljesen lezárták az állomásépületben a várótermet is.

## Megközelítés budapesti tömegközlekedéssel
- Busz:  46, 98, 98E, 168E, 198
- Éjszakai busz:  980

## Forgalom
| Járat               | Útvonal | Gyakoriság                    |
| ------------------- | --- | ----------------------------- |
| S60                 | Budapest-Keleti – Kőbánya felső – Rákos – Rákoshegy – Rákoskert – Ecser – Maglód – Maglódi nyaraló – Gyömrő – Mende – Pusztaszentistván – Sülysáp (– Szőlősnyaraló – Tápiószecső – Szentmártonkáta – Nagykáta – Tápiószentmárton – Farmos – Tápiószele – Tápiógyörgye – Újszász – Zagyvarékas – Szolnok) | Kb. félóránként               |
| G60                 | Budapest-Keleti – Kőbánya felső – Rákos – (Szolnok felé: Rákoshegy → Gyömrő → Mende; Budapest felé: Gyömrő ←) Sülysáp – Szőlősnyaraló – Tápiószecső – Szentmártonkáta – Nagykáta – Tápiószentmárton – Farmos – Tápiószele – Tápiógyörgye – Újszász – Zagyvarékas – Szolnok | Délután Szolnok felé óránként |
| Vitorlás InterRégió | Szolnok – Újszász – Nagykáta – Szentmártonkáta – Tápiószecső – Szőlősnyaraló – Sülysáp – Pusztaszentistván – Mende – Gyömrő – Maglódi nyaraló – Maglód – Ecser – Rákoskert – Rákoshegy – Rákos – Kőbánya felső – Ferencváros – Budapest-Kelenföld – Velence – Székesfehérvár – Balatonaliga – Szabadisóstó – Szabadifürdő – Siófok – Balatonszéplak felső – Balatonszéplak alsó – Zamárdi felső – Zamárdi – Szántód – Balatonföldvár – Balatonszemes – Balatonlelle – Balatonboglár – Fonyódliget – Fonyód | Nyári hétvégéken napi 1 pár   |